# Mahajanga II
Mahajanga II är ett distrikt i Madagaskar.   Det ligger i regionen Boenyregionen, i den norra delen av landet, 400 km norr om huvudstaden Antananarivo. Antalet invånare är 77 524.